# Purgstall an der Erlauf
Purgstall an der Erlauf è un comune austriaco di 5 367 abitanti nel distretto di Scheibbs, in Bassa Austria, del quale è centro maggiore; ha lo status di comune mercato (Marktgemeinde).